# Tauchira longipennis
Tauchira longipennis är en insektsart som först beskrevs av Liang 1989.  Tauchira longipennis ingår i släktet Tauchira och familjen gräshoppor. Inga underarter finns listade i Catalogue of Life.